# وام مسکن

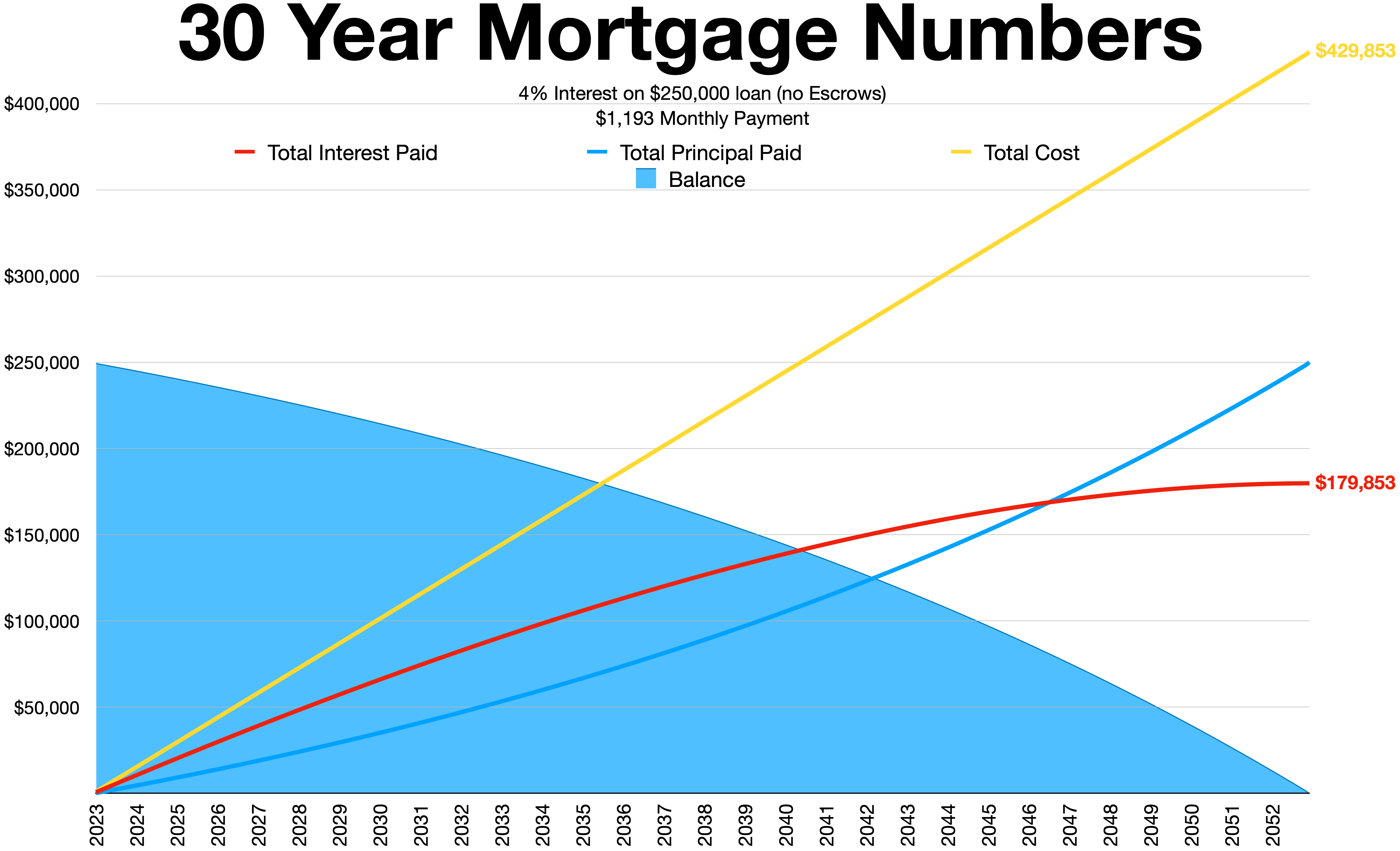
وام مسکن ۳۰ ساله ۴٪ با وام ۲۵۰۰۰۰ دلاری
Total Cost
Principal Paid
Total Interest Paid
Remaining Balance

وام مسکن، (به انگلیسی: Mortgage loan) شکل خاصی از وام تضمین شده که در آن هدف وام باید به وام دهنده مشخص شود، برای خرید دارایی‌هایی که باید دارایی ثابت (نه منقول) باشند، مانند خانه یا قطعه زمین کشاورزی. دارایی‌ها به‌عنوان اموال قانونی وام‌گیرنده ثبت می‌شود، اما وام‌دهنده می‌تواند در صورت عدم رضایت از نحوه بازپرداخت وام توسط وام‌گیرنده، آن‌ها را توقیف کرده و از بین ببرد. هنگامی که وام به‌طور کامل بازپرداخت شد، وام دهنده این حق توقیف را از دست می‌دهد و دارایی‌ها بدون محدودیت تلقی می‌شوند.وام‌ها توسط موسسات مالی، شرکت‌های بیمه یا بانک‌ها در اختیار اشخاص حقیقی یا حقوقی قرار می‌گیرد.
رویکرد جدید تأمین مسکن کم درامدها، مسکن حمایتی و مشارکتی، تأمین مالی با استفاده از توان بخش خصوصی و سپرده گذاری در صندوق‌های ساختمان از جمله کارهایی بود که در دولت یازدهم (روحانی) مطرح و تا حدی اجرایی شد. با مدنظر قرار دادن شرایط رکود اقتصاد و مسکن، و این پیش فرض که یک موتور محرک اقتصاد ایران بخش مسکن است، شورای پول و اعتبار برای تحرک اقتصادی در چند مقطع تصمیم به افزایش تسهیلات بخش مسکن (وام مسکن) گرفت.

## انواع وام مسکن
بانک مسکن به عنوان شناخته‌شده‌ترین بانک در زمینهٔ وام مسکن در ایران، وام‌های زیر را برای خرید مسکن ارائه می‌دهد:
- وام بانک مسکن از محل صندوق پس‌انداز مسکن یکم
- وام بانک مسکن از محل صندوق پس‌انداز مسکن جوانان
- وام بانک مسکن از محل اوراق
- وام بانک مسکن از محل اوراق ممتاز

## در کشورهای مختلف

### ایالات متحده آمریکا
بخش وام مسکن آمریکا در طول قرن گذشته در مرکز بحران‌های مالی بزرگ بوده است.    عملکردهای غیرمعقول در اعطای وام منجر به بحران ملی وام مسکن در دهه‌های ۱۹۳۰، بحران پس‌انداز و وام در دهه‌های ۱۹۸۰ و ۱۹۹۰ و بحران وام‌های مسکن زیرمعیار در سال ۲۰۰۷ شد که به بحران سلب حق مالکیت در سال ۲۰۱۰ انجامید.
وام VA یک وام مسکن است که توسط وزارت امور کهنه‌سربازان ایالات متحده (VA) تضمین می‌شود.   این برنامه برای کهنه‌سربازان آمریکایی، پرسنل نظامی، اعضای ذخیره و برخی از بیوه‌ها طراحی شده است و می‌تواند برای خرید خانه‌های تک‌خانواری، آپارتمان‌ها، خانه‌های چندخانواری، خانه‌های پیش‌ساخته و ساختمان‌های جدید استفاده شود. 

### کانادا
در کانادا شرکت وام مسکن و مسکن کانادا (CMHC) آژانس ملی مسکن این کشور است که بیمه وام مسکن، اوراق بهادار وام مسکن، سیاست‌ها و برنامه‌های مسکن و تحقیقات مسکن را برای کانادایی‌ها فراهم می‌کند.   این آژانس در سال ۱۹۴۶ توسط دولت فدرال برای حل مشکل کمبود مسکن پس از جنگ و کمک به کانادایی‌ها در دستیابی به اهداف مالکیت خانه تأسیس شد.

### بریتانیا
در صنعت وام مسکن بریتانیا، به طور سنتی انجمن‌های ساختمانی حاکم بودند، اما از دهه ۱۹۷۰ سهم این انجمن‌ها در بازار وام‌های جدید به طور قابل توجهی کاهش یافته است. در دوره ۱۹۷۷ تا ۱۹۸۷، سهم انجمن‌های ساختمانی از ۹۶ درصد به ۶۶ درصد کاهش یافت، در حالیکه سهم بانک‌ها و دیگر مؤسسات از ۳ درصد به ۳۶ درصد افزایش یافت.    (از آن زمان به بعد، این ارقام به نفع بانک‌ها بیشتر تغییر کرده است، به جزئی به دلیل غیرمشتری‌سازی.) در حال حاضر در بریتانیا بیش از ۲۰۰ سازمان مالی مستقل عمده وجود دارد که به خریداران مسکن وام مسکن ارائه می‌دهند. مؤسسات اعتباری اصلی شامل انجمن‌های ساختمانی، بانک‌ها، شرکت‌های تخصصی وام مسکن، شرکت‌های بیمه و صندوق‌های بازنشستگی هستند.